# Представление (психология)
Представле́ние — воспроизведённый образ предмета или явления, которые здесь и сейчас человек не воспринимает и который основывается на прошлом опыте субъекта (человека); а также психический процесс формирования этого образа. Кроме того, есть соответствующее понятие философии.

## Описание
Физиологическую основу представлений составляют «следы» в коре больших полушарий головного мозга, остающиеся после реальных возбуждений центральной нервной системы при восприятии. Эти «следы» сохраняются благодаря известной пластичности центральной нервной системы.

## Классификация

#### По происхождению
- На основе восприятия. Большая часть представлений человека — это образы, возникающие на основе восприятия, то есть первичного чувственного отражения действительности. Из данных образов в процессе индивидуальной жизни постепенно формируется и корректируется картина мира каждого конкретного человека.
- На основе мышления. Представления, сформированные на основе мышления, отличаются высокой степенью абстрактности и могут иметь мало конкретных черт. Так, у большинства людей имеются представления о таких понятиях, как «справедливость» или «счастье», но ими трудно наполнить данные понятия конкретными чертами.
- На основе воображения. Представления могут формироваться и на основе воображения, и данный тип представлений составляет основу творчества — как художественного, так и научного.

#### По ведущим анализаторам
- зрительные (образ человека, места, пейзажа);
- слуховые (воспроизведение музыкальной мелодии);
- обонятельные (представление какого-то характерного запаха — например, огуречного или парфюмерного);
- вкусовые (представления о вкусе пищи — сладком, горьком и пр.)
- тактильные (представление о гладкости, шершавости, мягкости, твёрдости предмета);
- температурные (представление о холоде и тепле).

Тем не менее, часто в формировании представлений участвуют сразу несколько анализаторов. Так, представляя в сознании огурец, человек одновременно представляет себе и его зелёный цвет и пупырчатую поверхность, его твёрдость, характерный вкус и запах. Представления формируются в процессе деятельности человека, поэтому в зависимости от профессии развивается преимущественно какой-либо один вид представлений: у художника — зрительный, у композитора — слуховой, у спортсмена и балерины — двигательный, у химика — обонятельный и т. д.

#### По степени обобщённости
- Единичные представления — это представления, основанные на восприятии одного определённого предмета или явления. Часто они сопровождаются эмоциями. Эти представления лежат в основе такого явления памяти как узнавание.
- Общие представления — представления, обобщённо отражающие ряд сходных предметов. Этот вид представлений чаще всего формируется при участии второй сигнальной системы и словесных понятий.
- Схематизированные представления описывают предметы или явления в виде условных фигур, графических изображений, пиктограмм и т. д. Примером может служить диаграммы или графики, отображающие экономические или демографические процессы.

#### По степени волевых усилий
- Непроизвольные представления — это представления, возникающие спонтанно, без активизации воли и памяти человека, например, грёзы.
- Произвольные представления — это представления, возникающие у человека под воздействием воли, в интересах поставленной им цели. Эти представления контролируются сознанием человека и играют большую роль в его профессиональной деятельности.

## Свойства
- Наглядность. Человек представляет образ воспринятого объекта исключительно в наглядной форме. При этом имеет место размытость очертаний и исчезновение ряда признаков. Наглядность представлений беднее наглядности восприятия вследствие утраты непосредственности отражения.
- Фрагментарность. Как утверждал Л.М. Веккер, для представления предметов и явлений характерна неравномерность воспроизведения их отдельных частей. Преимущество имеют объекты (или их фрагменты), которые в предыдущем перцептивном опыте обладали большей привлекательностью или значимостью. Фрагментарность представлений, отмеченная ещё Г. Эббингаузом и подтверждённая современными исследователями, состоит в том, что «при внимательном анализе или попытке установить все стороны или черты предмета, образ которого дан в представлении, обычно оказывается, что некоторые стороны, черты или части вообще не представлены. Если неустойчивость представления есть аналог неполной константности восприятия, то фрагментарность представляет собой эквивалент неполной целостности восприятия или выражение её дефицита в представлении по сравнению с восприятием[2]. По словам С. Рубинштейна, при внимательном анализе или попытке установить все стороны или черты предмета, образ которого дан в представлении, обычно оказывается, что некоторые стороны, черты или части вообще не представлены. Вместе с тем у нас может быть единое общее представление об очень сложном целом, например общий образ какого-нибудь художественного произведения.[1]
- Неустойчивость. Представленный в данный момент времени образ (или его фрагмент) можно удерживать в активном сознании лишь в течение определённого времени, по истечении которого он начнет исчезать, утрачивая фрагмент за фрагментом. С другой стороны, образ представления возникает не сразу, а по мере восприятия новых сторон и свойств предмета, новых временных связей; постепенно он дополняется, изменяется и «проясняется». По своей сущности неустойчивость как проявление непостоянства является отрицательным эквивалентом или выражением дефицита константности, свойственной перцептивному образу. Она хорошо знакома каждому по собственному опыту и заключается в «колебаниях» образа и текучести его компонентов.
- Обобщенность. Представленный объект, его образ, обладает определённой информационной ёмкостью, причём содержание (структура) образа представления схематизируется или свёртывается. Представление включает в себя элемент обобщения. В нём материал отдельного восприятия обязательно связывается с материалом предыдущего опыта и предшествующих восприятий. Новое объединяется со старым. Представление — результат всех прошлых восприятий конкретного предмета или явления. Берёза как образ представления — итог всех прошлых восприятий берёз как непосредственно, так и на изображениях, и в воображении. Поэтому представление, обобщая конкретный предмет или явление, одновременно может служить обобщением и целого класса аналогичных предметов в силу того, что представляемый объект не воздействует непосредственно на органы чувств.

## Ментальная репрезентация
Ментальная репрезентация (англ. mental representation) или когнитивная репрезентация (англ. cognitive representation) — это актуальный умственный, или мысленный, образ того или иного объекта, события, явления, а также идеи, знания, концепции. По сути, это понятие в какой-то мере аналогичен термину «представление» в его более узком, когнитивном смысле. Как указывают В. Демьянков и Е. Кубрякова, понятие «представление» используется в русском научном языке как эквивалент понятия «representation».
Ментальная репрезентация (ментальная образность вещей, которые на самом деле не присутствуют в чувствах ) в современной философии, особенно в таких областях метафизики, как философия сознания или онтология, является одним из преобладающих способов объяснения и описания природы идей и различных концепций.
Ментальные репрезентации (или мысленные образы) позволяют представлять вещи, которые человек до этого никогда не испытывал, а также те вещи, которых не существует в природе . Например, человек может представить себя в том месте, где до этого никогда не был.  Несмотря на то, что это либо никогда не происходило, либо невозможно в принципе, человеческий мозг способен создавать ментальные образы предметов, явлений или действий.
И хотя первоначальным и самым ярким будет именно визуальное представление, ментальные образы могут также включать в себя представления в любой из сенсорных модальностей, таких как слух, обоняние или вкус. Американский философ Стивен Косслин предположил, что с помощью визуализации объектов человек способен справляться с проблемами путём мысленного представления путей их решения .

### Подходы к пониманию ментальных репрезентаций
Вопрос о ментальных репрезентациях уходит корнями к работам первого поколения когнитологов. Именно тогда и вплоть до 1990-х гг. проблемы, касавшиеся определения репрезентаций и их роли в процессах мышления, были объявлены ключевыми как для когнитивной психологии, так и для когнитивной лингвистики, а само понятие репрезентации широко обсуждалось в зарубежной литературе, особенно в литературе, посвящённой исследованиям искусственного интеллекта. Это было обусловлено интересом когнитологов первого поколения к природе знания как такового и к сущности разнообразных мыслительных процессов, относящихся к его возникновению и его использованию, а также к когнитивным способностям, участвующим в этих процессах.

#### В когнитивной психологии
Специалисты по искусственному интеллекту указывали на то, что знание и его репрезентация – это главные проблемы когнитивной науки, формулируемые здесь как вопросы о том, «какие структуры данных целесообразны для представления знаний» и «какие операции на этих когнитивных структурах необходимы для того, чтобы обеспечить разумное поведение человека» .
Спустя почти десять лет в своей работе «Введение в когнитивную науку» канадский философ П. Тагард заметил, что «большинство когнитологов соглашаются с тем, что знание в разуме человека состоит из ментальных репрезентаций» и что «когнитивная наука утверждает: люди обладают ментальными процедурами, которые оперируют ментальными репрезентациями для осуществления мышления и действий» . Он считал, что к основным типам конгнитивистских ментальных репрезентаций относятся: правила, концепты, аналогии, образы и так называемые «коннекционистские связи» (искусственные нейронные сети).
В когнитивную науку понятие репрезентации пришло из психологии, где оно, однако,  использовалось в более узком смысле. Не соглашаясь с Ж. Пиаже, в работах которого термины «символизация» и «репрезентация» почти взаимозаменяемы, Э. Бейтс говорит о том, что  «репрезентация» представляет собой «вызывание в памяти различных процедур действия для оперирования с объектом при отсутствии перцептивного подкрепления со стороны объекта». Несмотря на то, что главное для символической деятельности, как и для репрезентации – это «способность замещать», между символизацией и репрезентацией существуют важные различия. Так, репрезентация «статична» и создаёт «ментальные единицы», а символизация, предполагающая прежде всего единицы материальные, — выборочна, так как при ней выбираются некоторые части целого, которые должны «представлять» целое .

#### В когнитивной лингвистике
В языкознании частое употребление термина «репрезентация» связывают с Н. Хомским. Он писал: «Начиная с 1950-х годов в генеративной грамматике фокус исследовательского внимания постепенно перемещался на языковое знание, которым обладает каждый отдельный носитель языка, а также на системы языкового знания, которыми обладают носители языка, – то есть, на видовую способность человека усваивать и использовать естественный язык». В этом понимании язык выступает в качестве естественного объекта, составной части человеческого разума, которая физически репрезентирована в мозгу человека и которая является одной из родовых биологических характеристик. В рамках данных положений лингвистика является разделом психологии индивида и когнитивных наук, а также занимается выявлением свойств центрального компонента человеческой природы, определяемого в рамках биологического окружения.
По мнению Н. Хомского, каждое выражение — это внутренний объект, который состоит из двух наборов информации: фонетической и семантической. Эти наборы называются фонетической и семантической репрезентациями соответственно, однако нет никакого сходства между этими репрезентациями и характеристиками окружения.

### Ментальная репрезентация и язык
Особая роль способности говорить и понимать услышанное как когнитивных способностей на протяжении длительного времени признаётся психологами, что, в свою очередь, является причиной глубокого научного и практического интереса к психологии речи. Так, например, ведущие американские психологи Джордж Миллер и Филипп Джонсон-Лэрда в работе «Язык и восприятие»   анализируют то, как в языке и в языковых значениях слов отражаются переработанные в психике человека итоги его познавательных процессов, результаты восприятия мира и т.п.
Учёным, подхватившим идею анализа языка через призму ментальных репрезентаций, стал Н. Хомский . Он связал понятие «языковая способность» с интериоризованной системой ментальных репрезентаций как врождённого (записанного в биопрограмме человека) источника сведений о языке. По мнению Н. Хомского, овладение языком и органами речи аналогично становлению и развитию у ребёнка других его органов. Когнитивная способность речи создаёт необходимые предпосылки к говорению как «исполнению» языка. Если бы эта способность не была врождённой, нельзя было бы объяснить быстрого овладения системой языка на базе скудных данных, поступающих к ребёнку в первые годы его «когнитивного роста».

### Критика старых подходов
На рубеже веков термин «ментальные репрезентации» стал всё реже использоваться в научных работах, так как прослеживалась неопределённость и конфликтность в понимании репрезентации. Основными причинами постепенного ухода от употребления этого термина можно назвать:
- Конфликт между терминологическим и обыденным значениями, в которых термины «репрезентация» и «репрезентировать» употребляются в некоторых европейских языках (по большому счёту в английском и французском). Здесь выражение «X репрезентирует Y», помимо прочего, может означать, что:
  - X отражает не все свойства Y как своеобразного прообраза, а только некоторые, являясь обеднением прообраза Y;
  - X представляет собой Y (причём X является одним из видов (но не элементов — в отличие от предыдущего свойства) Y) [15]
- Само понятие «репрезентация» так и не получило общепринятого определения, хотя входило в определения большинства когнитивистских терминов
- Появление новых научных теорий и концепций:
  - новые модели деятельности сознания (коннекционистские, или модели PDP (ПРП – параллельно распределённых процессов) при обработке данных) [16];
  - развитие нейролингвистики и биолингвистики вызвали острую критику «репрезентационализма» извне и изнутри когнитивизма [17].

Таким образом, из-за двоякого восприятия понятия «ментальные репрезентации» в зависимости от подхода к изучению данного термина, философы и когнитивисты до сих пор не смогли дать ему чёткого определения. Отдельные составляющие научных исследований и концепций иногда противоречат друг другу (к примеру, утверждение о том, что репрезентация и есть структура сознания как отражение объектов реального мира, явно контрастирует с определением ментальной репрезентации как способности мозга создавать образы не существующих предметов), что делает проблему изучения этого феномена актуальной по сей день.